# USS Newark (C-1)
Pour les autres navires du même nom, voir USS Newark.
Le premier USS Newark (C-1) est un croiseur protégé de l'US Navy. Il fut construit sur les chantiers William Cramp & Sons à Philadelphie (États-Unis) à la fin des années 1880.

Il fut le premier croiseur à avoir une immatriculation de coque, lancé le 19 mars 1890 sous le parrainage d'Annie Boutelle, fille du représentant du Maine au Congrès Charles A. Boutelle.

## Histoire

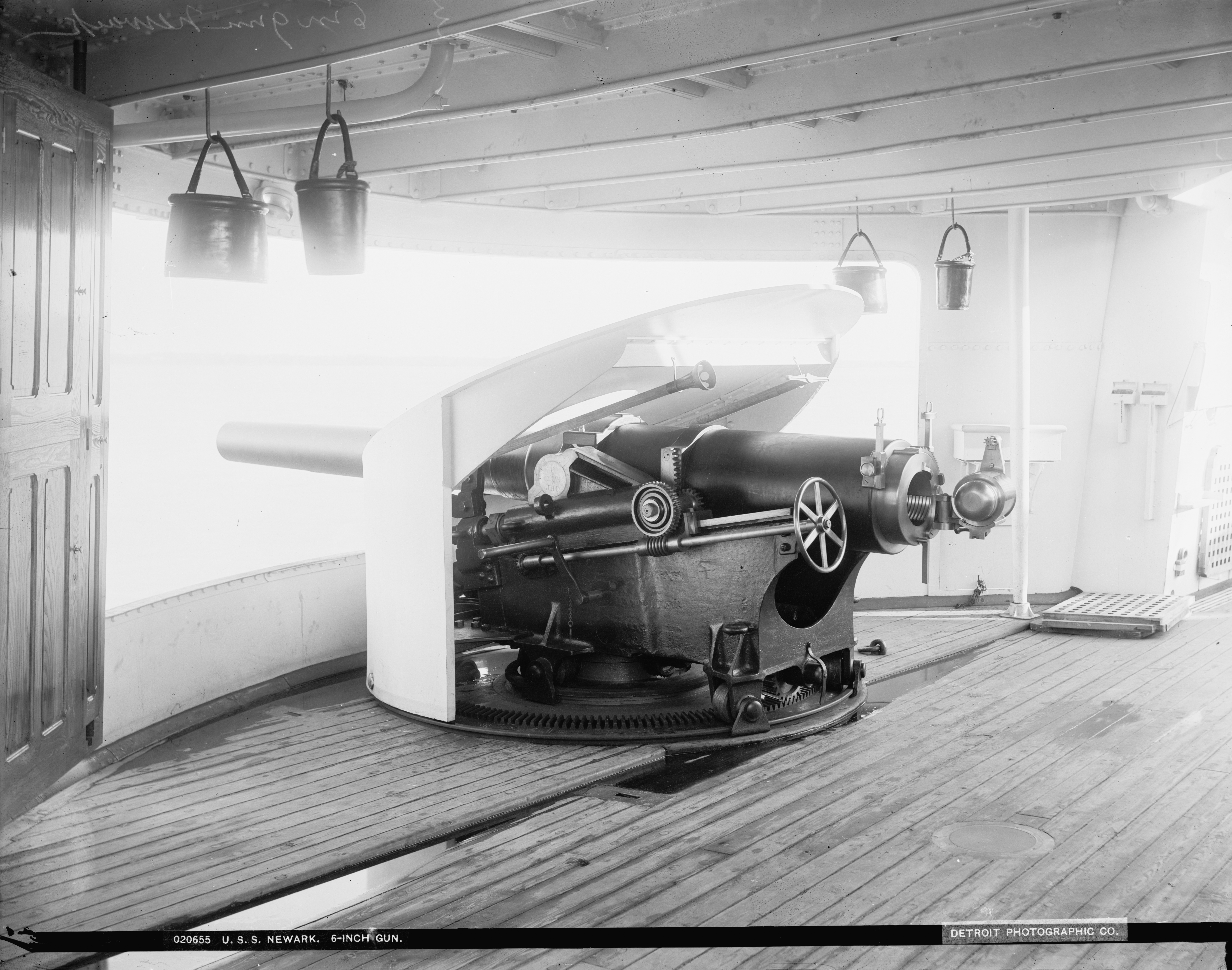
Un des 12 canons de de l'USS Newark.

### Océan Atlantiquenord et sud (1891-1897)
L'USS Newark a fait son voyage inaugural en prenant part à des manœuvres et exercices au large de la côte Atlantique durant dix mois. Le 8 décembre 1891, il a regagné la base de Norfolk Navy Yard à Portsmouth en Virginie pour subir une première révision.
Le 11 mars 1892, il rejoint l'Escadre de l'Atlantique Nord en mer des Caraïbes et fait escale dans divers ports. Puis il retourne à Norfolk le 5 juin 1892 pour devenir, le 25 juin, le navire amiral du contre-amiral Andrew E.K. Benham, commandant de la nouvelle Escadre de l'Atlantique Sud.
Le 17 juillet, il prend le départ Cadix (Espagne) à participer aux cérémonies du 400e anniversaire de Christophe Colomb du 30 juillet au 2 août puis rejoint Gênes (Italie), ville natale de Christophe Colomb, pour continuer cette commémoration. Puis il croise en mer Méditerranée et en mer Adriatique visitant de nombreux ports et revient à Cadix le 11 février 1893 pour prendre en remorque une reproduction en taille réelle de la caravelle Niña. Le 18 février il part vers La Havane avec la Niña et y fait escale. Puis il rejoint 
le Québec par le fleuve Saint-Laurent en ayant fait escale à Hampton Roads et New York. Il y dépose la Niña le 11 juin et retourne seul à sa base de Norfolk.
Le 20 septembre 1893, il fait route pour Rio de Janeiro, au Brésil, afin de protéger les intérêts américains. Il reste au large des côtes sud-américaines du 20 octobre jusqu'au 1er avril 1894 au sein de l'Escadre de l'Atlantique Sud. Il fait deux croisières vers l'Afrique du Sud avant de rejoindre Norfolk le 27 avril 1896. Il est ensuite affecté au stationnement en Atlantique Nord le 4 mai et rejoint son escadre à New York le 25 juin ; il est engagé dans des patrouilles et des exercices au large de la côte Sud-Est jusqu'à son retrait du service le 6 mars 1897, dans le port de Norfolk.

### Guerre hispano-américaine1898
Après sa révision au chantier naval, l'USS Newark est remis en service le 23 mai 1898, peu après la déclaration de guerre contre l'Espagne. Il rejoint Key West en Floride le 13 juin, puis Cuba, pour participer au blocus dès le 30 juin. Il bombarde le port de Manzanillo le 12 août, qui accepte sa reddition le lendemain. Après la bataille de Santiago de Cuba du 3 juillet 1898, il participe à la destruction finale de la flotte de l'amiral Pascual Cervera y Topete. Il retourne à New York le 26 novembre 1898.

### Guerre américano-philippine1899
Le 23 mars 1899 il repart de New York, effectuant des patrouilles le long des côtes d'Amérique du Sud, en s'arrêtant dans de nombreux ports le long de la route. Le 7 avril, il passe par le détroit de Magellan pour atteindre San Francisco. Faible en charbon, il est contraint de faire escale à Port Low au Chili, du 31 mai à 22 juin pour couper du bois. Il arrive finalement à Mare Island Naval Shipyard le 4 septembre, en baie de San Francisco pour subir des réparations. Le 17 octobre il repart vers les Philippines via Honolulu et arrive à Cavite, le 25 novembre en appui à l'armée américaine dans la guerre américano-philippine. Le navire de guerre stationne à Vigan sur l'île de Luçon, débarque des troupes de garnison, puis passe à Aparri le 10 décembre, recevant la reddition des insurgés dans les provinces de Cagayan, Isabela, et Bataan.

### Révolte des Boxers1900-1901
Le 19 mars 1900, il part vers Hong Kong, rejoint le monitor USS Monadnock (BM-3) le 22 mars et le convoie jusqu'à Cavite. Arrivé le 3 avril, il repart pour Yokohama. Le 24 avril, il devient le navire du contre-amiral Louis Kempff, sous-commandant de l'Escadre d'Asie. Il part le 20 mai pour la Chine aider les renforts terrestres pour soulager les légations de Pékin assiégées par les Boxers.
Arrivé à Tientsin le 22 mai, l'USS Newark opère dans ce port puis au fort de Taku et à Chefoo, pour la protection des intérêts américains et aider l'expédition de secours dirigée le vice-amiral Edward Hobart Seymour jusqu'à la fin des hostilités. Mi-avril 1901 il refait route pour Boston via Hong Kong, Ceylan et le canal de Suez, en arrivant fin juillet 1901. Il y est mis hors service le 29 juillet.

### Flotte de l'Atlantique Nord, 1902-1906
Il est remis en service le 3 novembre 1902 et dès le 14 décembre, il navigue pour deux ans dans les Antilles et au large des côtes d'Amérique du Sud dans le cadre de la Flotte de l'Atlantique Nord. 
Il revient brièvement à Norfolk du 27 octobre 1904 au 9 janvier 1905, et reprend ses fonctions dans les Antilles pour les six premiers mois. Puis, en juin 1905, participe à des exercices au large de la Virginie, comme navire d'entraînement à l'Académie navale d'Annapolis. Placé en réserve à Annapolis le 15 septembre, il subit une restauration. Il repart le 3 mai 1906 pour sa deuxième campagne de formation sur la côte Est. À la suite de cette affectation, il rejoint Norfolk le 13 septembre, où il embarque un détachement de la Marine pour Cuba. Le croiseur vétéran rentre le 19 octobre et il est déclassé au New York Navy Yard, le 9 novembre.

### Cuba, 1908-1912
Prêté à la milice navale de New York le 23 mars 1907, il est remis en service un an plus tard pour devoir en tant que navire-station à la base navale de la baie de Guantánamo, Cuba. Arrivé le 2 avril 1908, il reste à ce poste jusqu'à son retour à Norfolk le 5 décembre 1912 pour être mis en réserve le 31. L'USS Newark est désaffecté le 16 juin 1912 et a été rayé des listes de la marine, le 26 juin.

### Navire-hôpital, 1912-1926
Le vieux croiseur a continué à servir son pays après son service dans la marine. Remis au Service de la santé publique (United States Public Health Service), il a servi de lazaret pour l'hôpital de Providence, Rhode Island, jusqu'en 1918.
Il est remis en service actif pour la Première Guerre mondiale comme une annexe à l'hôpital naval, Newport, Rhode Island. Puis il est transféré à New York, pour retourner au Service de santé publique de Providence, en mai 1919. Le 7 juillet 1926, il a de nouveau été renvoyé au Département de la Marine pour être vendu et démantelé.